# Astara (circoscrizione elettorale)
La Circoscrizione di Astara è un collegio elettorale iraniano istituito per l'elezione dell'Assemblea consultiva islamica. 

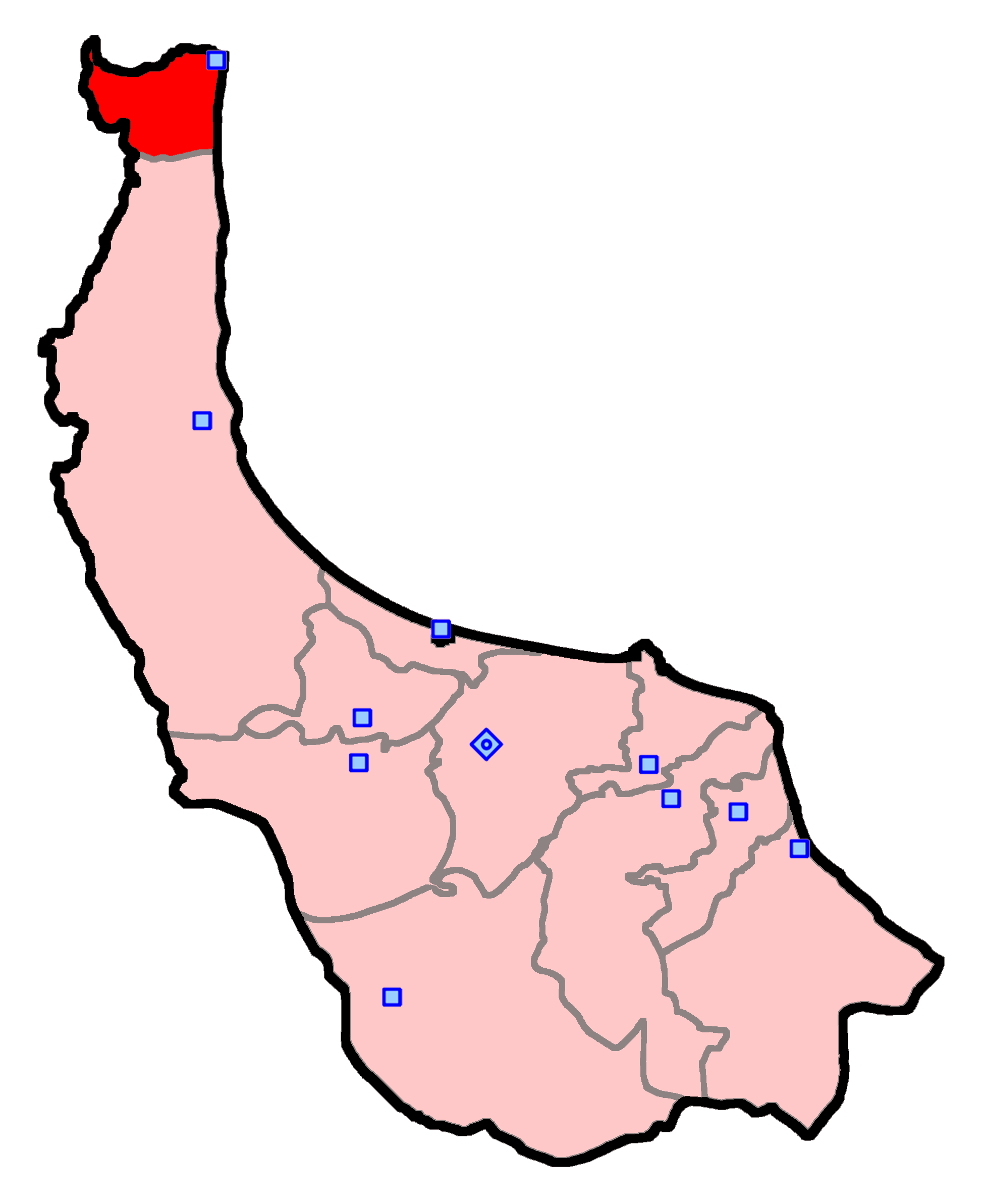
La circoscrizione di Astara, all'interno della Provincia di Gilan

## Elezioni
| Elezioni parlamentari in Iran del 2016 | Elezioni parlamentari in Iran del 2016 | Elezioni parlamentari in Iran del 2016 | Elezioni parlamentari in Iran del 2016 | Elezioni parlamentari in Iran del 2016 | Elezioni parlamentari in Iran del 2016 | Elezioni parlamentari in Iran del 2016 |
| #                                      | Candidato                              | Affiliazione                           | Affiliazione                           | Affiliazione                           | Voti                                   | %                                      |
| -------------------------------------- | -------------------------------------- | -------------------------------------- | -------------------------------------- | -------------------------------------- | -------------------------------------- | -------------------------------------- |
| 1                                      | Vali Dadashi                           |                                        |                                        | Non in lista                           | 14,173                                 | 27.86                                  |
| 2                                      | Gholamreza Marhaba                     |                                        |                                        | GCP / FSLIL                            | 10,608                                 | 20.85                                  |
| 3                                      | Jalil Kariminejad                      |                                        |                                        | Non in lista (Principalista)           | 6,625                                  | 13.02                                  |
| 4                                      | Bakhtiar Heydarnia                     |                                        |                                        | FPS / PMS                              | 5,786                                  | 11.37                                  |
| 5                                      | Meysam Zarebnia                        |                                        |                                        | Non in lista (Riformista)              | 3,160                                  | 6.21                                   |
| 6                                      | Alireza Nemati                         |                                        |                                        | Non in lista (Principalista)           | 2,931                                  | 5.76                                   |
| 7                                      | Dariush Heshmat                        |                                        |                                        | Non in lista                           | 1,749                                  | 3.44                                   |
| 8                                      | Keyvan Asadpour                        |                                        |                                        | Non in lista (Riformista)              | 1,607                                  | 3.17                                   |
| 9                                      | Hossein Dehzadegan                     |                                        |                                        | Non in lista                           | 1,155                                  | 2.27                                   |
| 10                                     | Sakhavat Soleimannejad                 |                                        |                                        | Non in lista                           | 726                                    | 1.43                                   |
| 11                                     | Sirous Fayyazi                         |                                        |                                        | Non in lista                           | 501                                    | 0.98                                   |
| 12                                     | Rezvan Daryabian                       |                                        |                                        | Non in lista                           | 324                                    | 0.64                                   |
| 13                                     | Bahman Ebrahimi                        |                                        |                                        | Non in lista                           | 247                                    | 0.49                                   |
| 14                                     | Masoud Tarrari                         |                                        |                                        | Non in lista                           | 72                                     | 0.14                                   |
| 15                                     | Asgar Ghani                            |                                        |                                        | Non in lista                           | 65                                     | 0.13                                   |
| Schede bianche                         | Schede bianche                         | Schede bianche                         | Schede bianche                         | Schede bianche                         | 1,137                                  | 2.24                                   |
| Voti totali                            | Voti totali                            | Voti totali                            | Voti totali                            | Voti totali                            | 50,866                                 | 50,866                                 |
| Affluenza                              | Affluenza                              | Affluenza                              | Affluenza                              | Affluenza                              | 82.89%                                 | 82.89%                                 |